# كارل هيغمان
كارل هيغمان (بالألمانية: Carl Hagemann)‏ هو كيميائي ألماني، ولد في 9 أبريل 1867 في إسن في ألمانيا، وتوفي في 20 نوفمبر 1940 في فرانكفورت في ألمانيا.